# Autopista Ma-13

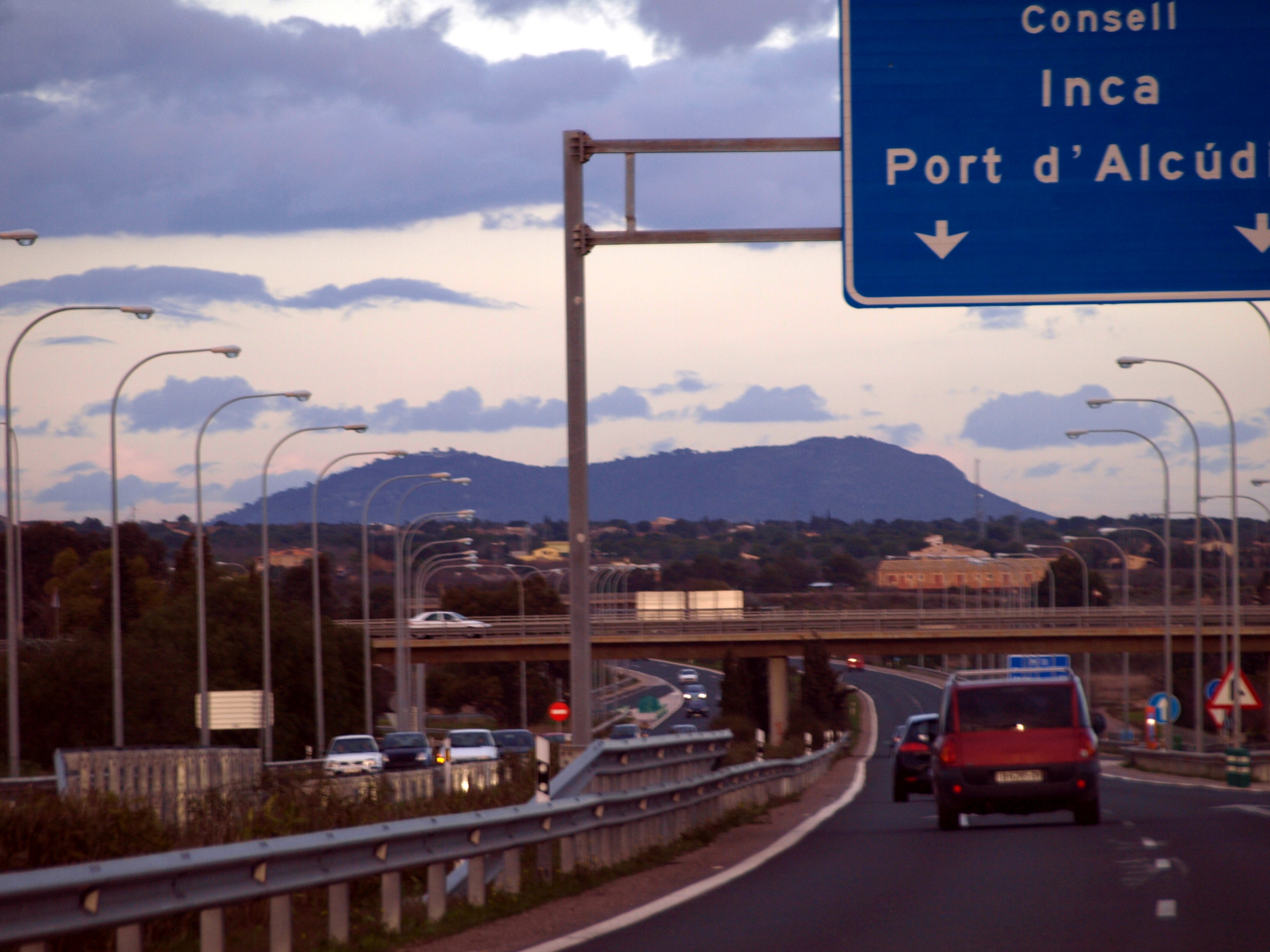

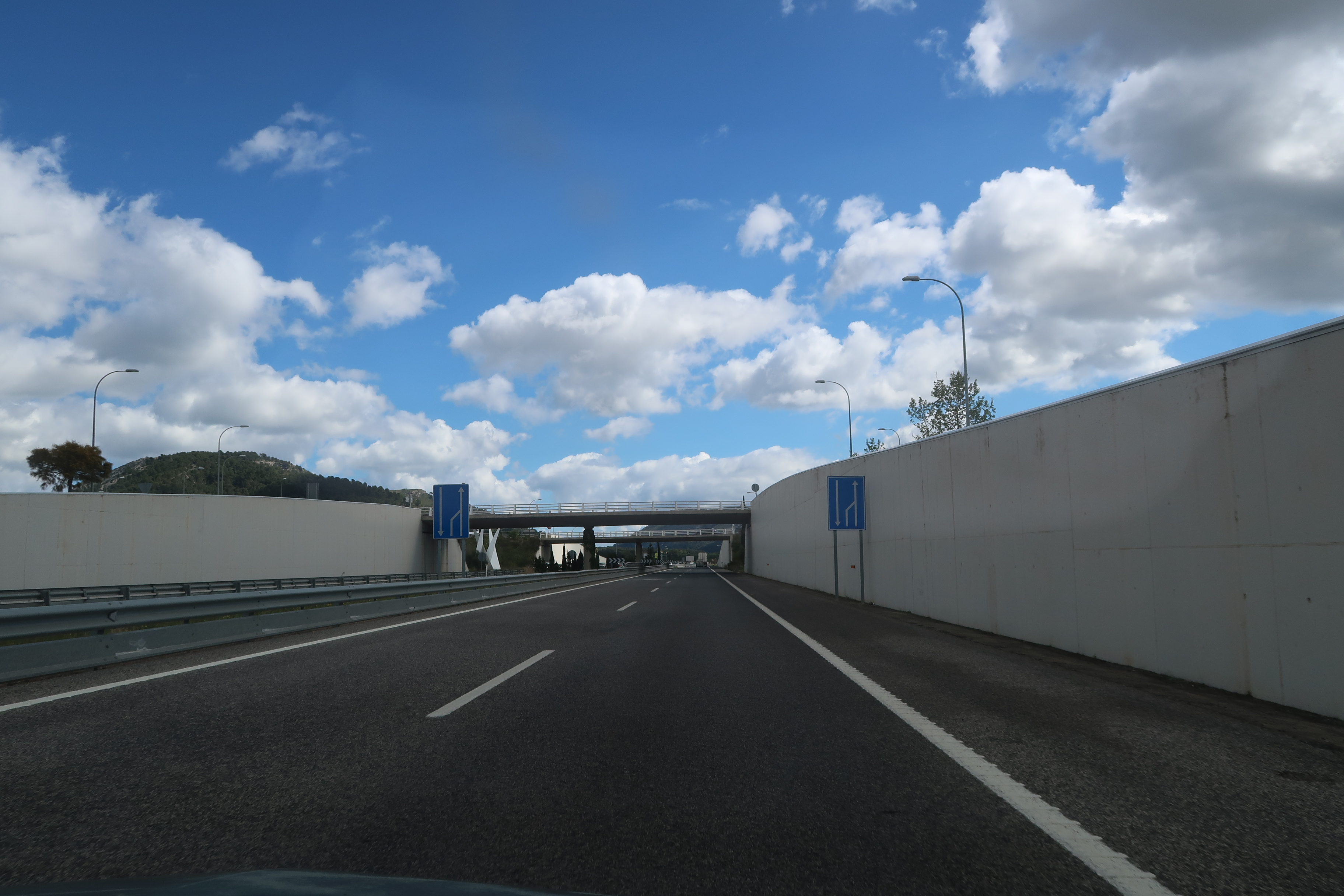
Autobahnende Richtung Alcúdia

Die Autopista Ma-13, auch Autopista Palma - La Puebla (kurz Ma-13), ist eine Regionalautobahn auf der spanischen Baleareninsel Mallorca.

## Verlauf
Die 50 Kilometer lange Autobahn verbindet die Bucht von Palma mit der Bucht von Alcúdia und durchquert die Region Raiguer.
Sie beginnt bei „Kilometer 3“ der Vía de Cintura und endet seit 2005 in Sa Pobla (La Puebla). Von dort bis nach Alcúdia verläuft eine konventionelle Straße. Zurzeit wird geplant, die Strecke bis zum Hafen von Alcúdia auszubauen.
| Anschlussstelle          | km        | Name der Anschlussstelle                             | Anschluss                    |
| ------------------------ | --------- | ---------------------------------------------------- | ---------------------------- |
| 3/3B                     |           | Autobahnkreuz /                                      | Ma20                         |
| Ma13                     | Autopista |                                                      |                              |
| 1B Fahrtrichtung Palma   | 0,5       | Gewerbegebiet Son Castelló Gewerbegebiet Son Fuster  | Pm-27                        |
| 2                        | 1         | Gewerbegebiet Son Castelló SA INDIOTERIA             | Camí Vell de Bunyola         |
| 2B Fahrtrichtung Alcúdia | 1,2       | SON CLADERA                                          | Carrer de Bartomeu Calatayud |
| 3                        | 2,5       | SA CABANA ES PONT D'INCA SON MACIÀ                   | Camí de la Cabana            |
| 4                        | 4         | Ma-30 ES PONT D'INCA aeroport centre comercial       | Ma-30                        |
| 7 Fahrtrichtung Alcúdia  | 7         | ES CAÜLLS SA CABANETA                                | Carrer Pont des Caulls       |
| 8 Fahrtrichtung Alcúdia  | 8         | SANTA MARIA BUNYOLA centre comercial                 | Ma-13A                       |
| 8 Fahrtrichtung Palma    | 8         | BUNYOLA Gewerbegebiet Marratxí centre comercial      | Ma-13A                       |
| 12 Fahrtrichtung Alcúdia | 12        | SANTA MARIA PORTOL SENCELLES SANTA EUGENIA           | Ma-3010                      |
| 12 Fahrtrichtung Palma   | 12        | SANTA MARIA PORTOL SANTA EUGENIA                     | Ma-3010                      |
| 17                       | 17        | CONSELL ALARÓ BINISSALEM LLOSETA                     | Ma-2022                      |
| 25                       | 25        | INCA Gewerbegebiet pol. industrial LLOSETA SENCELLES | Ma-13A                       |
| 27                       | 27        | INCA SINEU Lluc LLUBÍ Hospital Comarcal de Inca      | Ma-3240                      |
| 30                       | 30        | INCA Lluc Sta. Magdalena                             | Ma-13A                       |
| 35 Fahrtrichtung Alcúdia | 34        | BÚGER CAMPANET ULLARÓ area d'artesania               | Ma-13A                       |
| 35 Fahrtrichtung Palma   | 35        | BÚGER CAMPANET area d'artesania                      | Ma-2132                      |
| 37 Fahrtrichtung Alcúdia | 37        | SA POBLA Sant Miquel COVES                           | Ma-3421                      |
| 37 Fahrtrichtung Palma   | 37        | SA POBLA Sant Miquel ULLARÓ COVES                    |                              |
| 40                       | 40        | sa Pobla Pollença                                    |                              |
|                          | 40        | Sa Pobla                                             | Übergang zu PM-13            |
| Ma-13                    | 47        | Alcúdia                                              | Ma-2201                      |
| Ma-13                    | 48        | Alcúdia                                              | Ma-3460                      |
| Ma-13                    | 50        | Alcúdia                                              | Ma-2220 Av. d’Inca           |